# Nah dran
Nah dran ist das 24. Studioalbum des deutschen Liedermachers Hannes Wader. Es erschien 2012 anlässlich seines 70. Geburtstages.

## Entstehung
Das Album entstand auf Anregung seiner Plattenfirma anlässlich Waders 70. Geburtstages. Er schrieb dazu mehrere neue Lieder, zum Teil Übersetzungen, von denen er den Anspruch hat, nicht inhaltsgleich, aber qualitätsmäßig vergleichbar zu sein. Nach einem Thema des „Konzeptalbums“ befragt, antwortete er mit „Erinnerungen“.
Das Album erschien erstmals am 24. August 2012 durch das Musiklabel Mercury Records. Für den Vertrieb zeichnete Universal Music zuständig. Gleichzeitig erschien auch eine auf 2.000 CDs limitierte „Deluxe Edition“ mit fünf Zusatztiteln sowie eine auf 500 Einheiten limitierte Vinylplatte. Unter den Zusatztiteln befindet sich unter anderem das Stück Um eine bess’re Welt zu schaffen, eine deutschsprachige Adaption des Originals Sto perigiali to kryfo (Grigoris Bithikotsis).

## Produktion
Hannes Wader produzierte das Album selbst, zusammen mit Ben Ahrens, der auch die Tontechnik übernahm. Die Aufnahmen fanden im April und Mai 2012 im Clouds Hill Studio Hamburg statt. Das Mastering übernahm Dirk Henning Niemeier (eastside mastering studios berlin).
Für die Grafik war Double Standards verantwortlich, die Fotos stammen von Erik Weiss.

## Inhalt
Die Hälfte der Lieder sind Waders eigene Werke. Zwei weitere übersetzte er aus dem Englischen, eines aus dem Französischen. Hinzu kommt ein Lied des im Jahr zuvor verstorbenen Franz Josef Degenhardt, den er mit Alter Freund ehrt, sowie eines von Konstantin Wecker und ein von Wader vertontes Gedicht von Manfred Hausin, den er in den 1970er Jahren kennengelernt hatte.
Die Lieder beschäftigen sich unter anderem mit eigenen Erinnerungen, so der Verlust eines Drachens, den sein Vater mangels Anwesenheit jedoch nie gebaut hatte. Auch das mit Abstand längste Lied, das titelgebende Nah dran im Reggae-Stil, das sich in Episoden mit seinem Verhältnis zu Frauen befasst, gehört zu dieser Thematik. Mahlzeit richtet sich gegen Massentierhaltung. Wader schließt mit einem Ausblick auf seinen Tod, gegen das Tabu und wissend, dass ihm noch viele Strophen zu diesem Thema einfallen werden. Von 21 Strophen singt er hier nur zehn.

## Titelliste
1. Dass wir so lang leben dürfen – (Text: Manfred Hausin) – 4:08
2. Ich werd’ es überstehn (Last thing on my mind) – (Tom Paxton / dt. Text: Wader) – 3:45
3. Nah dran – 10:23
4. Der Drachen – 5:43
5. Boulevard St. Martin – 6:38
6. Die welken Blätter (Les feuilles mortes) – (Joseph Kosma / dt. Text: Wader) – 4:35
7. Mahlzeit – 8:38
8. Jeder Traum – (Franz Josef Degenhardt / Louis Fürnberg) – 2:50
9. Alter Freund – 4:01
10. Seit Ewigkeiten (Turn, turn, turn) – (Pete Seeger / dt. Text: Wader) – 3:09
11. Was keiner wagt – (Konstantin Wecker / Lothar Zenetti) – 3:14
12. Lied vom Tod – 7:56

Deluxe Edition
1. Lied vom Tod (Fortsetzung) – 4:52
2. Um eine bess’re Welt zu schaffen – 3:34
3. Die Mädchen in den Schänken – 3:14
4. Wooden Heart – 2:53
5. Mürrisch sitzen sie und maulen – 2:23

## Charts und Chartplatzierungen
| ChartsChartplatzierungen | Höchstplatzierung | Wochen |
| ------------------------ | ----------------- | ------ |
| Deutschland (GfK)        | 18 (5 Wo.)        | 5      |

## Quelle
- Hannes Wader: Nah dran. Begleitheft, Mercury Records, Universal Music Group, Katalognummer 06025 3701887, 24. August 2012.